# Réale

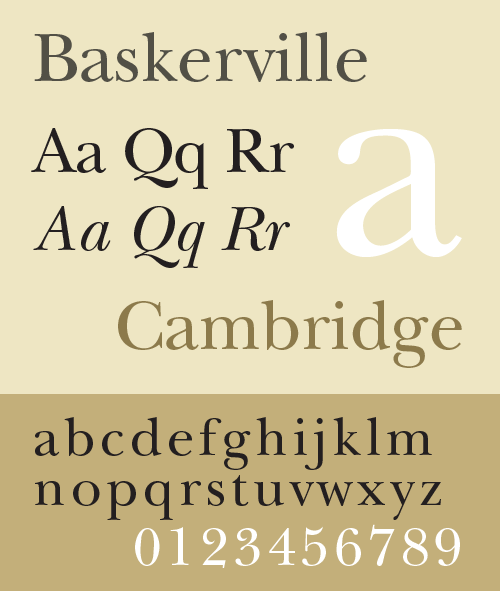
Реальні шрифти прагнуть дотримуватись точного набору модулів між різними частинами персонажів.

Réale — типографічна сім'я за класифікацією Вокса-Атипі. Вона, разом із людськими та гаральдами, належить до групи шрифтів під назвою "класичні"або"Історичні". Крім того, це перехідне сімейство між гаральдами та дідонами, які є першими з групи типографій під назвою "сучасні".
Друкарська сім'я reales (згідно з класифікацією Vox-Atypi ) народилася з різних спроб геометризації garaldes.
Приклади шрифтів:
- «Romain du roi», гравюра Гранжана (1693-1723)
- «Baskerville» Джона Баскервіля (1757), який був куплений Бомарше для друку видання творів Вольтера[1][2].
- Times New Roman, мабуть, найпоширеніший шрифт із зарубками сьогодні.

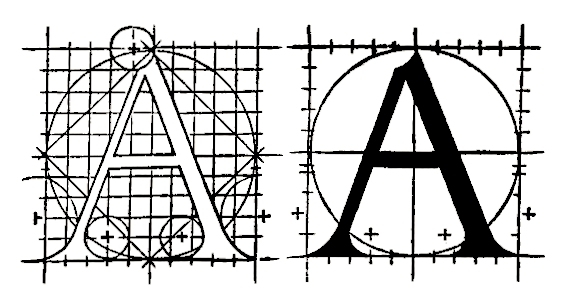
Дослідження Жоффруа Торі про пропорцію літер (1529), застосоване до ґаральдів, лежить в основі дизайну реалів.